# Économie des Hautes-Pyrénées

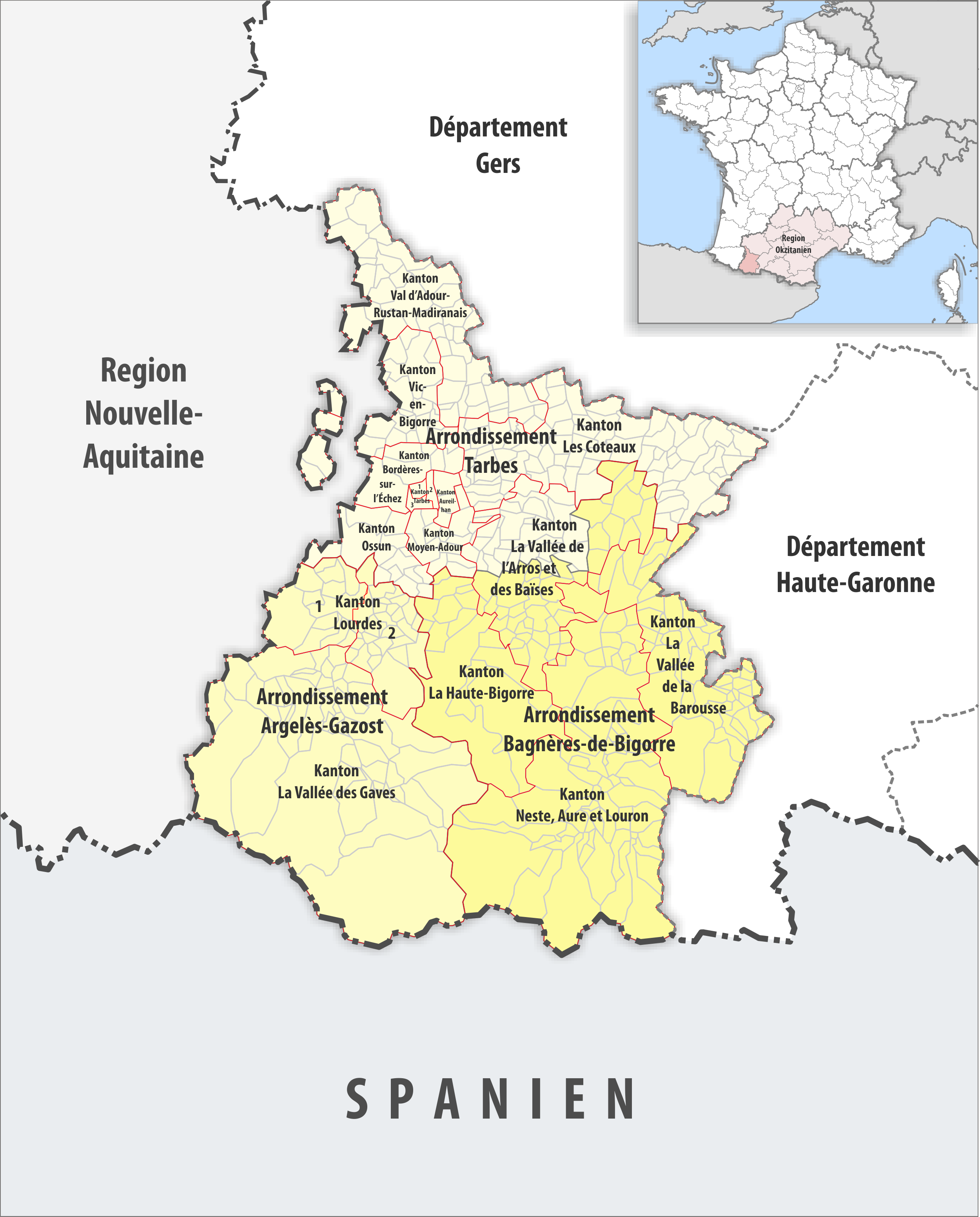
Carte du département

## Agriculture
Les Hautes-Pyrénées, territoire de culture du maïs et d'élevage, sont largement tournées vers la production alimentaire. Elles comptent de nombreuses productions fameuses tels l'oignon de Trébons, le haricot tarbais, le porc noir de Bigorre, le mouton de Barèges-Gavarnie, ainsi que les vins du Madiran et du Pacherenc du Vic-Bilh au nord-ouest du département, l'oignon de Trébons, le gâteau à la broche, le fromage de brebis et de chèvre...

### Le haricot tarbais
La Bigorre élève jalousement ce joyau gastronomique, originaire d'Amérique Latine et introduit au XVIIIe siècle en vallée de l'Adour. Sa production est régie par des règles strictes. Il lui faut un sol aux critères bien définis. La cueillette se fait exclusivement à la main, gousse par gousse. Ce haricot d'exception a obtenu le Label Rouge en 1997 et une Indication Géographique Protégée en 2000.
Symbole de l'industrie agro-alimentaire locale, une Coopérative du Haricot Tarbais a notamment vu le jour au cœur de la zone Bastillac à Tarbes.

### Le vin de Madiran
Le Madiran appartient à la mosaïque des vignobles du Sud-Ouest. Il existe depuis l'époque gallo-romaine, cependant sa véritable création date du XIe siècle, lorsque fut fondée l'abbaye de Madiran par les moines bénédictins. Sa renommée fut établie grâce aux pèlerins de Saint Jacques de Compostelle qui le découvraient en traversant la région.
À cheval sur trois départements, il correspond à un vignoble de coteaux, d'une superficie d'environ 1 600 hectares.
Très riche en tanins, c'est un vin rouge corsé et charpenté, rude dans sa jeunesse. Après un vieillissement, ses tanins s'assouplissent et il développe des arômes d'une grande finesse, où se mêlent les odeurs de pain grillé et d'épices.

### Le porc noir de Bigorre
Très ancienne race sauvée de la disparition en 1981, elle bénéficie de conditions d'élevage en plein air. Au bout de 14 mois de soins attentifs et un affinage naturel minimum de 18 mois, le "Porc Noir de Bigorre" donne un jambon de premier choix.

### Le gâteau à la broche
C 'est le gâteau bigourdan par excellence ! Il est très délicat, au bon goût de feu de bois. Sa recette réservée à ceux qui possèdent une cheminée car la cuisson se fait "à la broche" devant une flambée. Ce cône est arrosé lentement de pâte afin d'obtenir des couches successives, qui au bout de plusieurs heures de cuisson, donnent un gâteau de forme conique. Il peut se conserver plus d'un mois et ne doit être consommé qu'au bout du 3e jour avec ou sans crème anglaise.
Il fait partie des pâtisseries semi-industrielles produites par la biscuiterie Védère à Montgaillard.

### Le fromage des Pyrénées
Chèvre, vache, brebis ou mixte (vache-brebis)... Les producteurs locaux sont nombreux et se font un plaisir d'accueillir les visiteurs, auxquels ils font découvrir bergerie et fromagerie. Le fromage fermier est généralement moulé à la main, salé et affiné en cave fraîche.

### Le mouton de Barèges
Un savoir-faire ancestral, le "Barèges-Gavarnie" correspond à une viande aux qualités exceptionnelles grâce au respect des traditions qui favorisent une utilisation optimale du milieu naturel et des savoir-faire adaptés au relief montagneux et à un climat rude.

### Marchés
Les Hautes-Pyrénées comptent de nombreux marchés. Ils se déroulent à l'intérieur et à l'extérieur de halles entièrement ou partiellement abritées. Aussi, au moins un jour par semaine, à Tarbes, Lannemezan ou Bagnères-de-Bigorre, certaines places et rues se transforment en immenses marchés à ciel ouvert.

### Salon
Chaque année, au mois de mars, a lieu le salon régional de l'agriculture de Tarbes sur le site du parc des expositions de Tarbes qui est la plus importante foire agricole du Sud-Ouest en taille adressée au grand public.

## Industrie

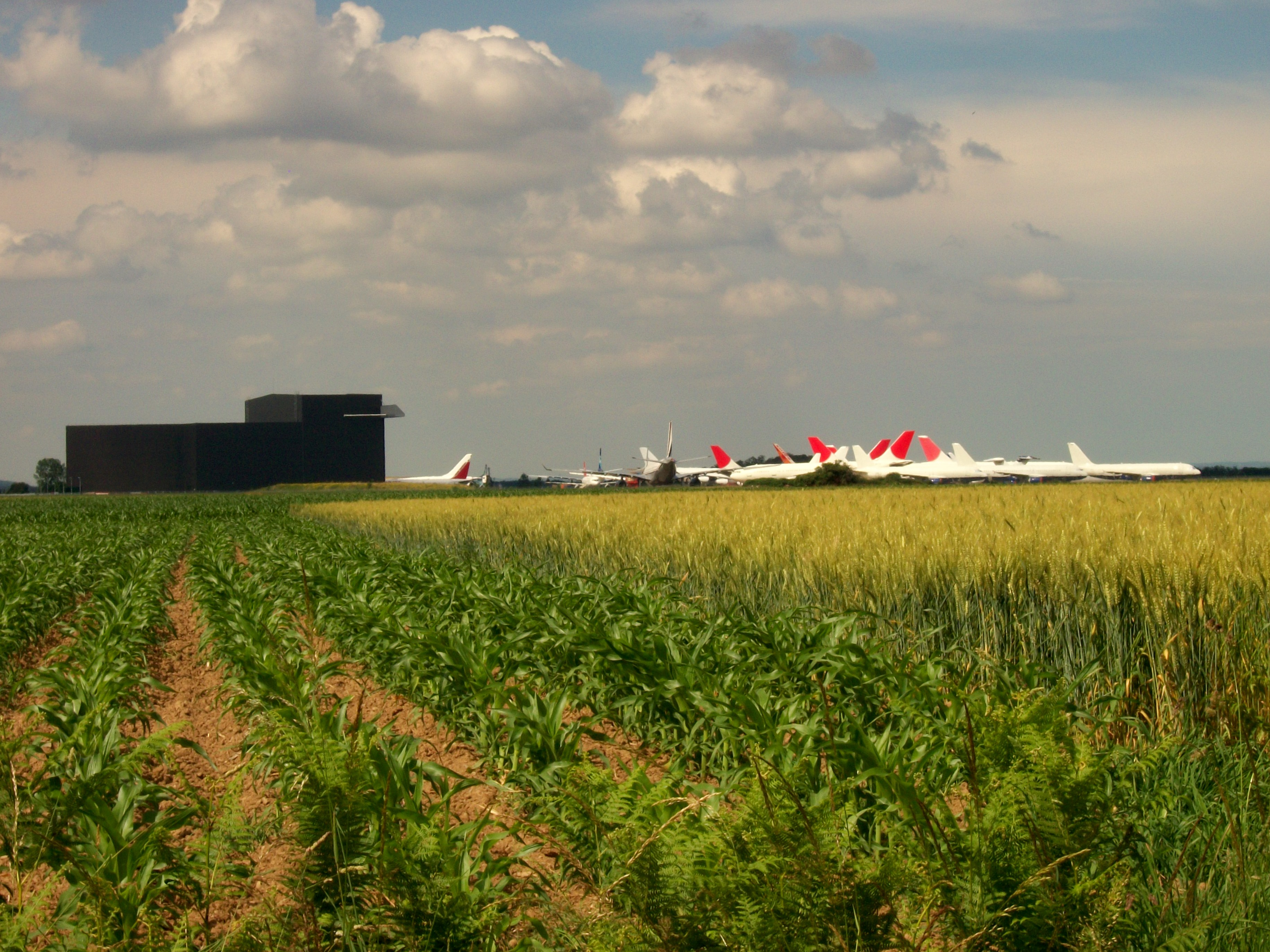
TARMAC et les champs avoisinant à Ossun.

Le département s'est longtemps illustré dans le matériel électrique, le ferroviaire, l'industrie militaire et le textile et essaie, aujourd'hui, de se tourner vers l’aéronautique et l’électronique. L’activité principale se situe dans la plaine de Tarbes, autour de Lourdes et de Bagnères-de-Bigorre.

### Aéronautique
Aux abords d'Ossun et de l'aéroport de Tarbes-Lourdes-Pyrénées, se déploie la zone d'activité Pyrène Aéro Pôle. Le bâtiment du tarmac voué au démantèlement d'avions marque profondément le paysage du fait de sa taille. De nombreuses autres sociétés sont représentées telle que  Daher-Socata qui fabrique des avions d'affaires et de tourisme.

### Ferroviaire
Alstom, à Séméac, et Soulé, à Bagnères-de-Bigorre produisent du matériel ferroviaire. Ces entreprises s'illustrent, en particulier, dans le secteur très porteur de la fourniture de tramways.

### Électronique
Louey abrite Diatomic, membre du Pôle Européen de la Céramique.
Le groupe SEB possède un site à Lourdes qui produit du petit équipement domestique.
Tridelta produit des parafoudres à Bagnères-de-Bigorre.
Laumaillé s'illustre dans plusieurs domaines de la rénovation ou de la construction d'édifices monumentaux dont, à Ibos, l'horlogerie.

### Industrie chimique
Arkéma, filiale du groupe Total, produit à Lannemezan de l'hydrate d'hydrazine.

### Minerais et métaux
Alcan possède une usine, spécialisée dans les produits abrasifs (corindon) et réfractaires, à Sarrancolin.
L'extraction d'ardoise continue à faire la renommée de Labassère.
Le secteur de la métallurgie se développe et a, actuellement, d'importants besoins en main-d’œuvre.

## Tourisme
Dans les Hautes-Pyrénées, le tourisme constitue la première activité économique. Situé à mi-chemin entre Tarbes et Lourdes, l’aéroport de Tarbes-Lourdes-Pyrénées est le second de Midi-Pyrénées. Cette attractivité résulte de la pratique du pèlerinage à Lourdes et de l'attrait du pyrénéisme.

### Lourdes, centre de pèlerinage
Lourdes accueille chaque année 6 millions de pèlerins et visiteurs venus du monde entier, dont environ 60 000 malades et invalides. C'est, en Europe, le deuxième lieu de pèlerinage catholique en termes de fréquentation. C'est, également, en France, la deuxième ville hôtelière.

### Pyrénéisme
La chaîne des Pyrénées constituent un atout touristique naturel. Elle suscite l'émotion esthétique, favorise la pratique physique et constitue une expérience culturelle. La protection et conservation de ces espaces, de leur faune et leur flore est assurée dans le cadre du Parc national des Pyrénées. De nombreux lieux y sont fameux tels le cirque glaciaire de Gavarnie, classé au patrimoine mondial de l'humanité, le Pont d'Espagne ou l'observatoire du Pic du Midi de Bigorre, tous deux grands sites de Midi-Pyrénées. On y pratique la randonnée, les sports d'hiver, le cyclisme et le thermalisme...

#### Stations de sports d'hiver
Le département compte de nombreuses stations de sports d'hiver. On pratique indifféremment le ski alpin et le ski de fond à Cauterets, Gavarnie-Gèdre, Luz-Ardiden, Hautacam, Peyragudes et au Val-Louron. Mais d'autres stations sont plus spécialisées...

#### Stations de ski alpin
Le Domaine du Tourmalet, Saint-Lary-Soulan et Piau-Engaly doivent ainsi leurs réputations au ski alpin.

#### Stations de ski de fond
Nistos, Payolle et Val d'Azun sont, elles, des stations vouées à la pratique du ski de fond.

#### Thermalisme et thermoludisme
Le thermalisme et/ou le thermoludisme ont une importance économique considérable à Bagnères-de-Bigorre, Barèges, Argelès-Gazost, Cauterets, Capvern, Loudenvielle ou Luz-Saint-Sauveur. Leur fréquentation et souvent concomitante à la pratique du ski ou de la randonnée. Un grand nombre de ces communes abritent un casino.